# Bettenesco
Bettenesco è una frazione del comune italiano di Persico Dosimo. Fu comune autonomo fino al 1867.